# Пять портов

Флаг лорда-хранителя Пяти портов

Пять портов (норманд. Cinque Ports) — союз сперва пяти, а ныне четырнадцати портовых городов в английских графствах Кент и Суссекс.

## История
В средневековой Англии союз пяти портов был серьёзной военной и экономической силой. Время создания союза точно не установлено, однако считается, что он образовался ещё до 1066 года, когда в Англию пришли норманны. Первоначально в этот альянс входили порты Дувр, Гастингс, Хайт, Нью-Ромни и Сэндвич. Администрация союза находилась в Гастингсе. По настоянию этого города в союз вошли также местечки Рай и Винчелси, гавани которых были расположены удобнее, чем собственная в Гастингсе.
Впервые Пять портов письменно упоминаются в королевской грамоте за 1155 год, обязывавшей союз предоставлять королю суда для ведения военных действий на море — преимущественно для пресечения набегов датчан (своего военного флота Англия тогда не имела). За это король предоставлял городам значительные привилегии: самоуправление, право взимания таможенных пошлин, право судопроизводства и прочее (вплоть до права грабить выброшенные на берег суда).
Начиная с XII века во главе Пяти портов стоял лорд-смотритель Пяти портов (англ. Lord Warden of the Cinque Ports). Ввиду значительной автономии от короны он длительное время являлся одним из влиятельнейших феодалов Англии. После присоединения к Пяти портам новых городов под его властью оказались практически оба графства — Кент и Суссекс.
Закат могущества союза начался в конце XIV века. Некоторые гавани заносились песком и с течением времени становились малополезными. Чтобы возродить альянс, в его состав были приняты так называемые «корпоративные члены»: Дил и Рамсгит (с Сэндвичем), Фавершем, Фолкстон и Маргит (с Дувром), Лидд (с Нью-Ромни), Тентерден (с Рие). Однако расширение союза не привело к желаемому успеху. В XVI веке в Англии был создан Королевский военно-морской флот, после чего Пять портов были лишены ряда привилегий. В то же время такие порты, как Портсмут и Бристоль, превзошли союз как в судостроении, так и в морской торговле.
В настоящее время союз Пяти портов в основном осуществляет хозяйственное взаимодействие между портовыми городами юго-восточной Англии.